# Киров, Николай Иванович
Николай Иванович Киров (бел. Мікалай Іванавіч Кіраў; род. 22 ноября 1957, Стрешин) — советский легкоатлет, специализировавшийся в беге на средние дистанции. Бронзовый призёр Олимпийских игр 1980 года в беге на 800 метров. Серебряный призёр Кубка Европы 1981 года в беге на 1500 метров. Серебряный призёр чемпионата Европы 1982 года в беге на 1500 метров (единственный в истории советского и российского спорта мужчина, выигравший медаль чемпионата Европы на этой дистанции). Чемпион и призёр чемпионатов СССР. 

## Биография
Окончил Гомельский университет.
После окончания карьеры спортсмена работал в военкомате, а затем тренером в спортшколе.
С 1978 года женат на Любови Кировой, есть дочь (род. 1980) и сын (род. 1983).

## Награды и звания
Награждён медалью «За трудовое отличие» и двумя грамотами Верховного Совета БССР.
Мастер спорта СССР международного класса (1978).
Бронзовый призер Олимпийских игр в беге на 800 м (1980, Москва). Чемпион Спартакиады народов СССР в эстафете 4×800 м (1979), СССР в беге на 800 м (1978-1979). Рекордсмен мира в эстафете 4×800м. Победитель и призер международных и всесоюзных соревнований.
Почётный гражданин Жлобинского района (3 июля 2021 года) — за многолетний и добросовестный труд в сфере физической культуры и спорта, огромный вклад в развитие спорта Республики Беларусь и воспитание подрастающего поколения.